# Eugerdella huberti
Eugerdella huberti is een pissebed uit de familie Desmosomatidae. De wetenschappelijke naam van de soort is voor het eerst geldig gepubliceerd in 2011 door Schnurr & Brix.